# Personne ne bouge !
Personne ne bouge ! est une émission de télévision franco-allemande présentée en voix off par Philippe Collin, Xavier Mauduit, et Frédéric Bonnaud et diffusée chaque semaine le dimanche à 17h45, puis le vendredi soir vers 22h30, entre le 8 janvier 2012 et le 6 juillet 2018 sur Arte. C’est un magazine de pop culture au ton humoristique et décalé,,.

## Principe et rubriques

### Principe
Chaque semaine, "Personne ne bouge !" choisit un thème (« Gangsters », « Love story », « Losers », « Bande de potes », « Sur la route »…) qu'il décline en huit rubriques.
Afin de présenter ces différentes rubriques, Philippe Collin et Xavier Mauduit se transforment en silhouettes animées, ombres chinoises évoluant dans des décors graphiques liés à la thématique choisie. Ce “fil rouge” en animation structure et rythme l'émission. 
Jusqu'en juillet 2013, ce "fil rouge" était assuré par le détournement de la bande son de films hollywoodiens. Un doublage fantaisiste qui permettait aux personnages du film de faire le lancement des différentes rubriques de l’émission.

## Rubriques

### Saison 1 et 2
- La Story est un mini-documentaire qui mêle extraits de films, entretiens et images d’archives (carrière d’un cinéaste, bibliographie d’un auteur, phénomène culturel…)
- L'Audioguide propose la visite d’une exposition, d’un musée, d’un site, avec pour guide une personnalité.
- La Séance diapo est un photo-reportage « diapo » sur un lieu de l’histoire contemporaine fondamental et méconnu.
- Say cheese demande à un invité de choisir une photo de son enfance et de reprendre la même pose aujourd’hui, même décor, même ambiance, même composition.
- Cette année-là est un aller-retour entre un clip mythique et le contexte historique, sportif ou people qui a marqué l’année de sa sortie.
- Clipomania présente un clip pop décrypté par le critique Gérard Lefort.
- C’était mieux avant raconte les aventures d’Alexandre Chevalier, journaliste français des années 1950, qui a été envoyé dans notre époque pour enquêter sur la modernité.
- Perle rare déniche des archives insolites de moments forts de la télévision.
- C’est un scandale ! revient sur les événements culturels qui ont fait scandale par le passé.
- Super Cocktail est une rubrique décalée qui donne tous les ingrédients indispensables pour ressembler à une personnalité.
- Dress code est une rubrique décalée qui propose des conseils mode adaptés à chaque situation du quotidien pour faire bon usage de sa penderie en toutes circonstances.

#### Liste des émissions Saisons 1-2
Certaines émissions pendant début 2016 contenaient trois sujets :

### Saison 3
- Story
- Personne ne lit
- Scandale !
- Perle Rare
- Super-cocktail
- Clipologie
- Final Cut